# 白銀站
- 關於長野縣曾經存在的同名車站，請見「青木線」。
- 關於中华人民共和国甘肃省白银市的铁路车站，請見「白银市站」。

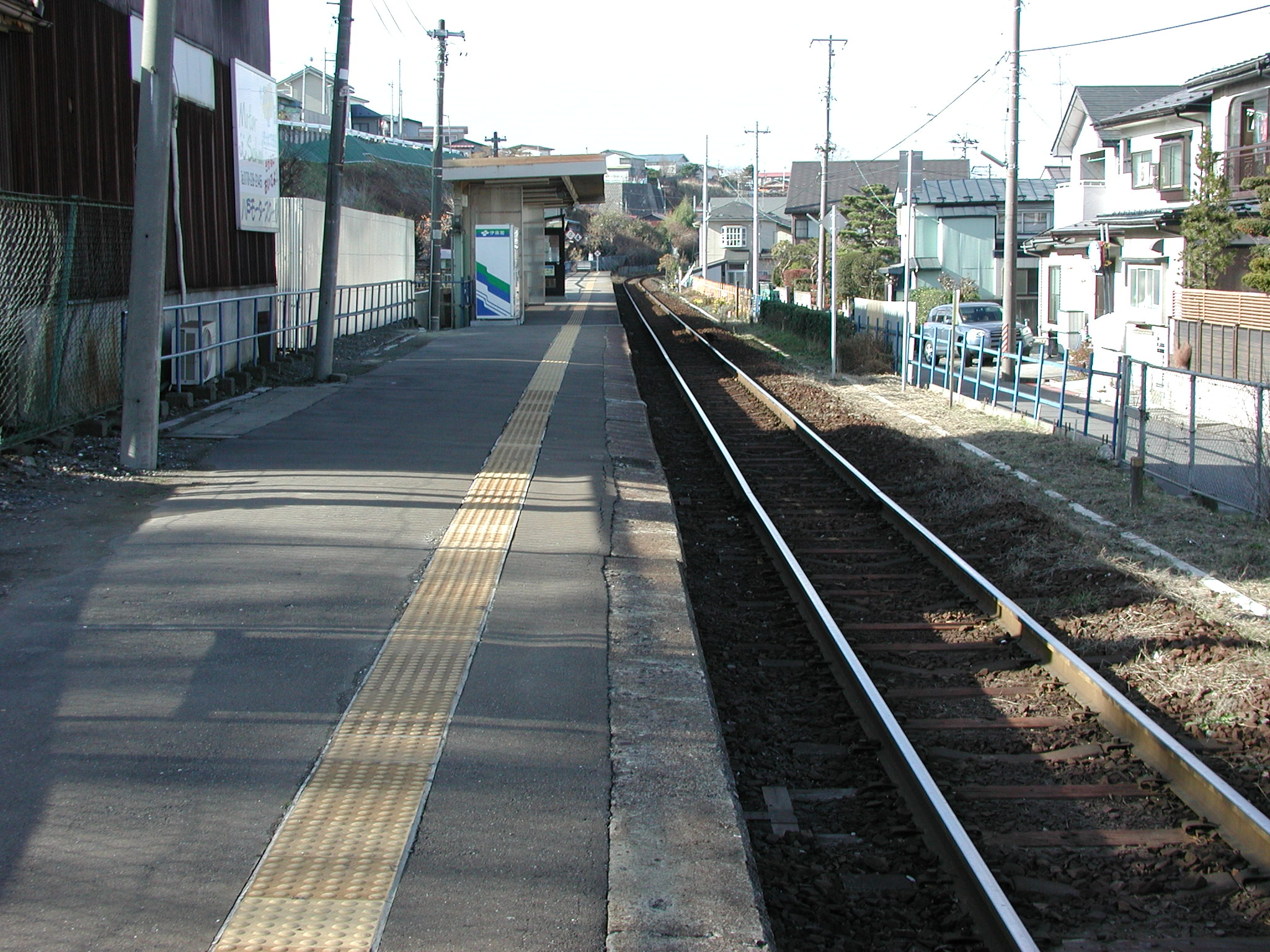
月台（2007年11月）

白銀站（日语：／ Shirogane eki */?）是位於青森縣八戶市大字白銀町字大澤片平，東日本旅客鐵道（JR東日本）的八戶線車站。

## 歷史
- 1934年（昭和9年）6月1日：此站啟用，此站由鮫站管理[1]。
- 1987年（昭和62年）4月1日：伴隨國鐵分割民營化，車站由東日本旅客鐵道（JR東日本）營運[2][1]。
- 2005年（平成17年）12月10日：隨著鮫站由本八戶站管理，此站停止派遣車站職員當值，成為無人車站（在設置簡易自動售票機前，暫時由盛岡運輸區派遣職員至此站當值）。
- 2006年（平成18年）2月23日：設置自動售票機。
- 2015年（平成27年）12月1日：隨著本八戶站成為業務委託車站，廢除本八戶站站長、助理，此站由八戶站長管理。

## 車站構造
此站是地面車站，設有1面1線的單式月台。在2005年前，此站設有POS終端（白銀451），當時鮫站派遣職員至此站當值。
現時此站是由八戶站管理的無人車站。廁所已經撤走，此站設有簡易自動售票機。

## 使用狀況
| 乘車人次變化       | 乘車人次變化     | 乘車人次變化 |
| 年度               | 1日平均 乘車人次 | 參考資料     |
| ------------------ | ---------------- | ------------ |
| 2000年（平成12年） | 918              | [ 3 ]        |
| 2001年（平成13年） | 928              | [ 4 ]        |
| 2002年（平成14年） | 870              | [ 5 ]        |
| 2003年（平成15年） | 788              | [ 6 ]        |
| 2004年（平成16年） | 779              | [ 7 ]        |

## 車站周邊
- 青森縣道1號八戶階上線（日语：青森県道1号八戸階上線）
- 青森縣道29號八戶環狀線（日语：青森県道29号八戸環状線）
- 青森銀行白銀分店
- 獨立行政法人勞動者健康福祉機構青森勞災醫院（日语：独立行政法人労働者健康福祉機構青森労災病院）
- 八戶學院光星高等學校
- 八戶工業大學第一高等學校（日语：八戸工業大学第一高等学校）
- 青森縣立八戶北高等學校（日语：青森県立八戸北高等学校）
- 八戶警署（日语：八戸警察署）凑白銀派出所
- 八戶白銀郵局
- 青森信用金庫（日语：青い森信用金庫）白銀分店（舊・八戶信金（日语：八戸信用金庫）店）
- 八戶漁港
- 三嶋神社

## 相鄰車站
東日本旅客鐵道（JR東日本）
■八戶線
陸奧湊－白銀－鮫

## 注腳
1. 1 2 3  曾根悟（監修）. 朝日新聞出版分冊百科編集部（編集） , 编. . 週刊朝日百科. 21号 釜石線・山田線・岩泉線・北上線・八戸線. 朝日新聞出版. 2009-12-06: 23 （日语）.
2. ↑  『交通年鑑 昭和63年版』 交通協力會，1988年3月。
3. ↑  . 東日本旅客鐵道.   [2018-03-05]. （原始内容存档于2019-03-27） （日语）.
4. ↑  . 東日本旅客鐵道.   [2018-03-05]. （原始内容存档于2019-03-27） （日语）.
5. ↑  . 東日本旅客鐵道.   [2018-03-05]. （原始内容存档于2019-03-27） （日语）.
6. ↑  . 東日本旅客鐵道.   [2018-03-05]. （原始内容存档于2019-03-27） （日语）.
7. ↑  . 東日本旅客鐵道.   [2018-03-05]. （原始内容存档于2019-03-27） （日语）.

## 外部連結
- 車站資訊（白銀）：東日本旅客鐵道（日語）